# Баяндинський сільський округ
Баянди́нський сільський округ (каз. Баянды ауылдық округі, рос. Баяндинский сельский округ) — адміністративна одиниця у складі Мунайлинського району Мангистауської області Казахстану. Адміністративний центр та єдиний населений пункт — село Баянди.
Населення — 7823 особи (2021; 2046 у 2009, 867 у 1999, 834 у 1989).
Станом на 1989 рік існувала Баяндинська сільська рада Форт-Шевченківської міської ради обласного підпорядкування (села Баянди, Великий Емір), з 1993 року — Баяндинський сільський округ Актауської міської адміністрації, з 2007 року — у складі Мунайлинського району.

## Склад
До складу округу входять такі населені пункти:
| Населений пункт      | Населення, осіб (1989) | Населення, осіб (1999) | Населення, осіб (2009) | Населення, осіб (2021) |
| -------------------- | ---------------------- | ---------------------- | ---------------------- | ---------------------- |
| Баянди, село         | 638                    | 867                    | 1919                   | 7758                   |
| --Великий Емір, село | 196                    | -                      | 60                     | 29                     |
| --Куйилис, село      | -                      | -                      | 6                      | 3                      |
| --Малий Емір, село   | -                      | -                      | 61                     | 33                     |